# Hamblin Glacier
Hamblin Glacier är en glaciär i Antarktis. Den ligger i Västantarktis. Argentina, Chile och Storbritannien gör anspråk på området. Hamblin Glacier ligger 1 299 meter över havet.
Terrängen runt Hamblin Glacier är bergig söderut, men norrut är den kuperad.  Trakten är obefolkad. Det finns inga samhällen i närheten.